# Annbritt Ryde
Annbritt Ryde, född 22 december 1937, död 29 april 2024, var en svensk målare och lyriker. 
Ryde utexaminerades från Valands konstskola i Göteborg 1966. Hon ägnade sig därefter åt måleri, men även åt musik och medverkade på det feministiska musikalbumet Tjejclown (1974). Tillsammans med Anita Berger skrev hon den feministiska pjäsen Spegelburen (1977). Senare övergick hon alltmer till författarskap och utgav åtta diktsamlingar. Västsvenska författarsällskapet utnämnde henne till 2002 års västsvenska författare.
Jan Karlsson på tidningen Bohusläningen har om Rydes dikter fram till 2005 skrivit: "Hennes orena estetik rymmer det mesta: bluesens svärta och smärta, glöden och vreden, ironierna och (galg)humorn, refrängen och ramsan, kvinnoperspektivet och kärleken, kvickheten och smäleken, inslag av absurdism och surrealism och otyglad sorg."